# Persona non grata
Als Persona non grata (Plural Personae non gratae, auch persona ingrata, lateinisch für unerwünschte Person; italienisch persona non gradita) bezeichnet man den Status eines Angehörigen des diplomatischen Dienstes oder einer anderen Person, deren Aufenthalt von der Regierung des Gastlandes per Notifikation nicht mehr geduldet wird. Das Gegenteil ist die persona grata beziehungsweise die persona gratissima.

## Gebrauch in der Diplomatie
Diplomaten besitzen im Gastland diplomatische Immunität, was sie vor strafrechtlicher Verfolgung schützt. Dem Gastgeberland bleibt im Falle einer Straftat nur die Möglichkeit, den Diplomaten des Landes zu verweisen, indem es ihn zur Persona non grata erklärt. In diesem Fall haben die Diplomaten das Gastland innerhalb einer bestimmten Frist zu verlassen. Ein besonders schwerer Grund für einen „diplomatischen Rauswurf“ ist (mutmaßliche) Spionage. Außerdem reagieren Staaten mitunter mit der Ausweisung ausländischer Diplomaten auf die Ausweisung eigener Diplomaten, auch ohne jenen tatsächliche Verstöße nachzuweisen. So achtete man während des Kalten Krieges in der Sowjetunion und im Westen regelmäßig auf ein Gleichgewicht der Maßnahmen: Wurden beispielsweise hier ein Kulturattaché und zwei Botschaftsmitarbeiter ausgewiesen, wurden dort genauso viele Diplomaten in vergleichbarer Stellung des Landes verwiesen.
Im Zusammenhang mit dem Mordfall Litwinenko kam es 2007 zu wechselseitigen Ausweisungen russischer und britischer Diplomaten. Auch der Fall Nawalny ist ein Beispiel für gegenseitige Ausweisungen, wobei in diesem konkreten Fall als Reaktion auf die Ausweisung zahlreicher Diplomaten aus Russland die Erklärung eines russischen Diplomaten zur persona non grata durch das Auswärtige Amt erfolgte.
Der türkische Präsident Recep Tayyip Erdoğan wies im Oktober 2021 seinen Außenminister an, die Botschafter Deutschlands, der Vereinigten Staaten von Amerika, Frankreichs, der Niederlande, Dänemarks, Schwedens, Norwegens, Finnlands, Kanadas und Neuseelands zu Personae non gratae zu erklären. Die Botschafter hatten in einem Schreiben die Haft von Osman Kavala kritisiert, weil der Europäische Gerichtshof für Menschenrechte seine Freilassung angeordnet hatte, was Erdoğan als Einmischung in die inneren Angelegenheiten und die Justiz der Türkei bezeichnet hatte. Die Türkei ist als Mitglied des Europarates allerdings zur Umsetzung von EGMR-Urteilen verpflichtet.
Zu den Sanktionen gegen Russland seit dem Überfall auf die Ukraine gehört die Erklärung der deutschen Bundesregierung sowie der Regierungen Bulgariens und Polens, im April 2022 russische Diplomaten zu unerwünschten Personen zu erklären und auszuweisen.
Die Erklärung zur Persona non grata betrifft mittelbar auch die Familien der Diplomaten, da deren Aufenthaltserlaubnis in der Regel vom diplomatischen Status abhängt.